# Саукеле

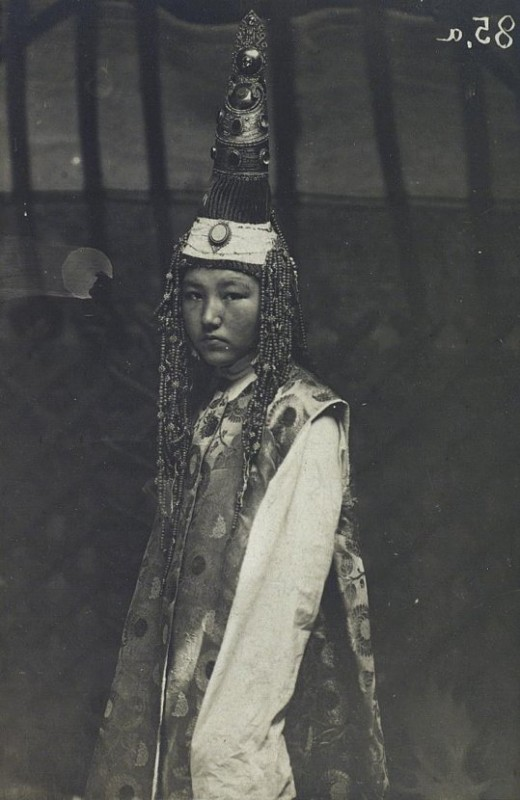
Наречена в саукеле

Саукеле́ (каз. сәукеле) — високий конусоподібний казахський жіночий головний убір, заввишки близько 70 сантиметрів, прикрашений срібними та золотими монетами, перлами та коралями, один із стародавніх головних уборів, що існував у казахів до кінця XIX століття.
Весільний головний убір носять тільки спочатку після одруження, близько року, а потім знімають і надягають тільки на великих святах, і то протягом чотирьох або п'яти років. Через рік після шлюбу жінки починають носити простіший, практичніший і зручніший головний убір — «желек». Це спрощене саукеле, має твердий каркас у формі усіченого конуса, який обшивається глазетом або обгортається фольгою, прикрашається привісками із золотих і срібних бляшок зі вставками самоцвітів. Після народження дітей молода жінка переходить до третього виду головного убору — «кимешек». Його зазвичай носять у віці 25-45 років, шиють із білої тканини, часто вишивають гладдю.
Саукеле складається з двох частин: сау (цілий, цілісний) та келе (верхівка, вежа). Каркас саукеле робили із щільної білої повсті, обтягували оксамитом, шовком, атласом або велюром. Бідні шили його із сукна чи сатину, прикрашали скляними намистинами чи бісером. Багаті розшивали убір коштовностями — рубінами, перлами, коралями.
Саукеле обробляли бахромою, орнаменти складали з різних дрібних золотих і срібних монет і фігурних пластинок, які були оправою для дорогоцінного і напівдорогоцінного каміння — сердоліку, бірюзи, аметисту. Багаті наречені могли дозволити собі саукеле з двома рясно прикрашеними широкими пластинами.
Верх саукеле незмінно вінчав уки — пухнастий пучок пір'я пугача. Краї шапки прикрашали хутром норки, соболя чи лисиці. Обов'язковим доповненням до саукеле були довгі підвіски — жактау, що прикріплюються до нього з боків, доходять до пояса або нижче. Тоді на халат нареченої на рівні грудей пришивали спеціальні оксамитові кишеньки, куди ховали важкі кінці жактау, щоб нитки не обірвалися під вагою прикрас. Число та довжина жактау залежали від майнового стану батьків нареченої. Підвіски могли бути виконані з коралів, бірюзи, срібних та позолочених пластинок, перлів, шовкових пензлів. Із боків до саукеле пришивали навушники, що обшивалися хутром, тасьмою, прикрашалися намистами, коралами чи сріблом. Також, крім підвісок, додавалися скронники — шекелік — у формі трикутника або пелюстки.
Зверху саукеле покривалися шовковою або оксамитовою хусткою. Візерунки на хустках та стрічках вишивалися ірисом — товстими скрученими різнокольоровими нитками. Центр і краї хусток часто оздоблювалися «джгутовою вишивкою» та шиттям сітками. Золоті, срібні та бронзові підвіски, і накладні бляхи на саукеле робили ювеліри, що застосовували лиття, карбування, штампування, філігрань тощо.
Хустка могла спадати на спину, до саукеле також кріпилася велика біла вуаль — желек. У неї загортали фігуру та обличчя дівчини під час виконання ритуальної пісні беташар.